# Брейер, Карл Евстафьевич
Карл Евстафьевич (Астафьевич) фон Брейер (Бреер; 1756—1813) — вице-адмирал Российского императорского флота, участник русско-турецкой войны 1768—1774 годов и Первой Архипелагской экспедиции, Хиосского и Чесменского сражений. Командуя линейным кораблём «Святая Елена» участвовал в Русско-шведской войне, Гогландском, Эландском, Ревельском и Выборгском сражениях. Георгиевский кавалер, награждён золотой шпагой с надписью «за храбрость».

## Биография
Карл Евстафьевич фон Брейер родился 9 августа 1746 года в Эстляндской губернии в многодетной дворянской семье Густава Иоганна и его жены Марии Элизабет Брейер (урожд. Шульц).
17 марта 1763 года поступил кадетом в Морской шляхетный кадетский корпус, 15 декабря 1766 года произведён в гардемарины. С 1767 года ежегодно находился в плавании в Балтийском море. В июле-сентябре 1768 года совершил переход из Архангельска в Кронштадт на новопостроенном 66-пушечном корабле «Европа». 30 июня 1769 года произведён в мичманы.
Участвовал в русско-турецкой войне 1768—1774 годов и Первой Архипелагской экспедиции. В 1769 году на корабле «Европа», в составе Первой Архипелагской эскадры адмирала Г. А. Спиридова, перешёл из Кронштадта в Средиземное море. 24 июня 1770 года участвовал в Хиосском сражении, а 24-26 июня — в Чесменском сражении, после чего был в крейсерстве у Дарданелл. С 1771 года крейсировал в Архипелаге, участвовал 2-4 ноября 1771 года в атаке на крепость Митилини на острове Лесбос, высадке десанта и уничтожении турецких морских складов и верфи. 1 января 1773 года произведён в лейтенанты
В 1775 году на 40-пушечном фрегате «Северный Орёл» вернулся из Архипелага в Ревель. В 1776—1778 года находился при ревельском порте, плавал между Ревелем и Кронштадтом. В 1779—1780 годах был в кампании на брандвахтенном фрегате «Парос», состоял асессором следственной комиссии в Кронштадте. 29 апреля 1780 года произведён в капитан-лейтенанты, и назначен командиром фрегата «Парос».
В 1781—1782 годах на корабле «Святой Пантелеймон» плавал в эскадре контр-адмирала Я. Ф. Сухотина от Кронштадта до Ливорно и обратно. В 1783 годах участвовал в проводке корабля «Святой Иоанн Богослов» из Санкт-Петербурга в Кронштадт. В 1784 году назначен командиром 32-пушечного фрегата «Воин», на котором перешёл из Кронштадта в Архангельск, в 1785 году вернулся обратно. 26 ноября 1785 года «за совершение 18 кампаний в офицерских чинах» награждён орденом Святого Георгия 4 класса (№ 442).

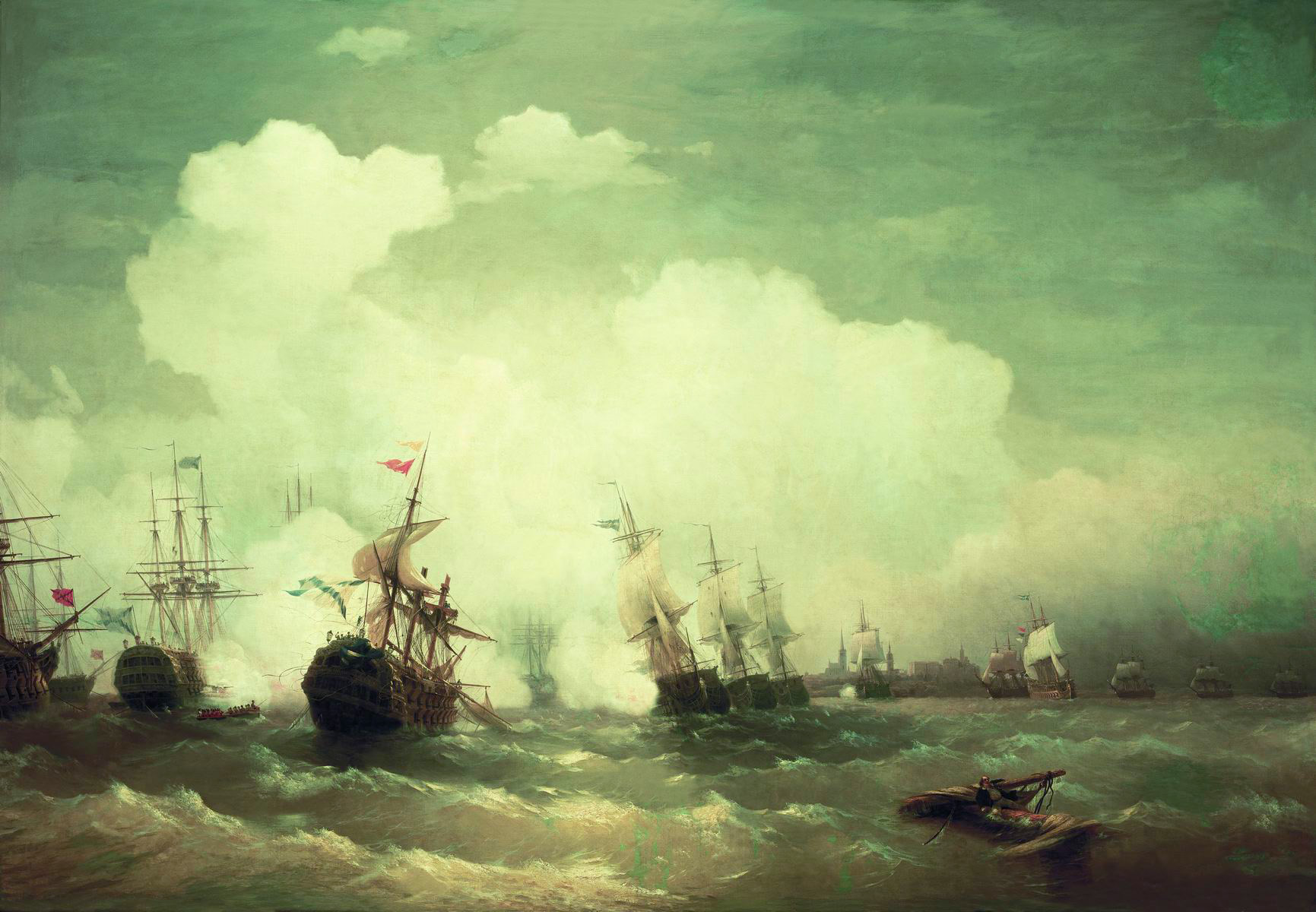
Айвазовский, Иван Константинович. «Морское сражение при Ревеле»

20 апреля 1786 года произведён в капитаны 2 ранга. В 1786—1787 годах командовал кораблём «Дмитрий Донской» при кронштадтском порте. Участвовал в Русско-шведской войне. В 1788 году назначен командиром 74-пушечного корабля «Святая Елена», на котором 6 июля того же года принимал участие в Гогландском сражении, находился в кордебаталии. До 7 октября в составе эскадры ходил в крейсерство в Финский залив, после чего ушёл в Ревель. В следующем году в составе эскадры адмирала В. Я. Чичагова крейсировал в Балтийское море. 15 июля 1889 года, командуя тем же кораблём, участвовал в Эландском сражении, после чего продолжал крейсировать в Балтийском море. 2 мая 1790 корабль участвовал в Ревельском сражении, стоял на шпринге в первой линии. За участие в сражении был награжден золотой шпагой с надписью «за храбрость». 24 мая в составе эскадры адмирала В. Я. Чичагова корабль вёл поиск шведских судов. 22 июня участвовал в Выборгском сражении. 6 июля 1790 года произведён в капитаны 1 ранга.
В 1791—1792 годах командуя тем же кораблем находился в практическом плавании в Финском заливе, а 1793—1795 годах ежегодно был в крейсерстве в Балтийском и Немецком морях. В 1795 и 1796 годах плавал в составе эскадры вице-адмирала П. И. Ханыкова от Кронштадта к берегам Англии, был в крейсерстве с английским флотом в Немецком море у острова Тексел. 13 ноября 1796 года произведён в капитаны бригадирского ранга.
В 1797 году командуя кораблем «Евсевий», плавал между Ревелем и Кронштадтом. 10 июля награждён шпагой с орденом Святой Анны 3 степени. Командуя кораблем «Алексей» перешёл из Кронштадта в Ревель. 23 сентября 1798 года произведён в капитан-командоры, 29 января 1799 года — в контр-адмиралы. В 1801 году крейсировал с эскадрой у Дагерорда. 13 ноября 1802 года произведён в вице-адмиралы. В 1802—1804 годах состоял главным командиром ревельского порта. 20 ноября 1804 года уволен от службы. Умер 28 апреля 1813 года в Ревеле.
В 1780-х годах состоял в масонах, имел степень мастера-масона ордена почтенной ложи Св. Иоанна под особливым именем «Нептуна» на востоке Кронштадта, учрежденной основателем ложи капитаном 1 ранга Алексеем Григорьевичем Спиридовым.